# Laburnocitisus
Laburnocitisus (lat. Laburnocytisus), je monotipski himerni rod (Laburnum anagyroides + Cytisus purpureus) manjeg drveta iz porodice Leguminosae.
To je  listopadno drvo s tamnozelenim lišćem i ružičastim, žutim i ljubičastim cvjetovima poput graška koji rađaju u kasno proljeće i rano ljeto. Lišće je listopadno a sjemenke su vrlo otrovne i mogu biti smrtonosne ako se progutaju.